# Olivaichthys viedmensis
Olivaichthys viedmensis is een straalvinnige vissensoort uit de familie van de oermeervallen (Diplomystidae). De wetenschappelijke naam van de soort is voor het eerst geldig gepubliceerd in 1931 door MacDonagh.